# Beniamino Schivo
Beniamino Schivo (Gallio, 28 giugno 1910 – Città di Castello, 30 gennaio 2012) è stato un presbitero italiano, del clero diocesano di Città di Castello, che ha ricevuto la medaglia d'oro al valor civile ed il titolo di giusto tra le nazioni per aver salvato una famiglia ebrea.

## Biografia
Figlio di Luigi e Teresa Finco, venne accolto nel seminario di Città di Castello dal vescovo beato Carlo Liviero, che in precedenza era stato parroco proprio a Gallio (nella diocesi di Padova).
Compiuti gli studi nei seminari di Città di Castello e di Assisi, venne ordinato sacerdote a Città di Castello il 24 giugno del 1933 dal vescovo Maurizio Crotti.
È morto a Città di Castello il 30 gennaio 2012 all'età di quasi 102 anni. I funerali si sono tenuti nella cattedrale il giorno 1º febbraio 2012 e sono stati presieduti dal vescovo, mons. Domenico Cancian.

## Attività pastorale
Come sacerdote rivestì numerosi incarichi nell'ambito della diocesi di Città di Castello (rettore del seminario diocesano, 1935 - 1970, parroco di Santa Maria in Belvedere, (1941 - 1947, canonico della capitolo della basilica cattedrale dal 1947, vicario generale, 1958 - 1966, membro del consiglio presbiterale, 1973 - 1979 e 1985 - 1997, e del consiglio presbiterale regionale, 1973 - 1976, vicario episcopale per le religiose, 1976 - 2003, membro del collegio dei consultori dal 1984). Fu inoltre direttore dell'archivio storico e della biblioteca diocesana (1984 - 2000) e membro della commissione diocesana d'arte sacra (1992 - 2000) e per molti anni direttore della "Libreria Sacro Cuore".
Il 16 giugno del 1983 papa Giovanni Paolo II lo nominò protonotario apostolico soprannumerario.
Nella sua opera sacerdotale fu legato alle "Piccole ancelle del Sacro Cuore", figlie spirituali del beato Carlo Liviero: dal 1935 al 1985 fu responsabile della "Scuola parificata vescovile", oggi "Scuola Sacro Cuore", fondata dal Liviero nel 1910 e fino al 1965 fu confessore delle novizie. Seguì anche l'iter della causa di beatificazione di Carlo Liviero, conclusasi il 27 maggio 2007, prima come vicepostulatore e poi come postulatore fino al 2000.

## Aiuto agli ebrei
Durante il passaggio del fronte bellico attraverso l'Alta Valle del Tevere, nell'estate del 1944, rimase in città per aiutare la popolazione e mise in salvo la famiglia ebrea tedesca Korn, rifugiatasi in Italia nel 1935.

## Onorificenze
Per questo ha ottenuto il riconoscimento di giusto tra le nazioni da parte della "Fondazione Yad Vashem" di Gerusalemme nel 1986 e la medaglia d'oro al valor civile, consegnatagli dal Presidente della Repubblica Italiana il 24 gennaio 2008.
A motivo di ciò, il 15 maggio 2012 a Città di Castello, in Viale Leopoldo Franchetti, è stato piantato un albero di ulivo in sua memoria.
Inoltre, il 16 giugno 1983 ha ricevuto da papa Giovanni Paolo II l'onorificenza pontificia di Protonotario apostolico soprannumerario.